# Stefan Faupel
Stefan Faupel (* 4. Juli 1977 in Wuppertal) ist ein deutscher Schauspieler, Moderator, Musiker und Theaterkomponist.

## Leben
Faupel besuchte das Reichenbach-Gymnasium in Ennepetal. Er studierte von 1997 bis 2001 Germanistik, Amerikanistik und Anglistik an der Ruhr-Universität Bochum und von 2001 bis 2002 Philosophie und Angewandte Theaterwissenschaften an der Justus-Liebig-Universität Gießen.
Seit 2002 war er an verschiedenen Stadt- und Staatstheatern engagiert und spielte dort in etwa 40 Stücken. Von 2002 bis 2003 war er am Stadttheater Gießen, von 2003 bis 2005 am Stadttheater Pforzheim, von 2005 bis 2011 am Theater an der Parkaue in Berlin-Lichtenberg, von 2013 bis 2014 am Theater Konstanz, 2014 am Mainfranken Theater Würzburg und 2014 bis 2015 am Berliner Grips-Theater engagiert. Seit 2018 ist er festes Ensemblemitglied der Landesbühne Niedersachsen Nord in Wilhelmshaven.
Seit 2003 komponierte er Theatermusik für mehr als 20 Produktionen, u. a. für die Stadttheater in Gießen, Konstanz und Pforzheim, in Berlin für das Gripstheater und das Theater an der Parkaue, das Theater Erlangen, die Landesbühne Niedersachsen Nord und das Mainfrankentheater Würzburg. Seit 2011 steht er für Film- und Fernsehproduktionen vor der Kamera.

## Filmografie
- 2011: Heiter bis tödlich: Nordisch herb (Regie: Holger Haase)
- 2012: White cube (Regie: Lars Jordan)
- 2012: Flemming (Regie: Uwe Janson)
- 2012: Flemming (Regie: Matthias Tiefenbacher)
- 2013: Robin Hood und ich (Regie: Holger Haase)
- 2013: Scarlet & Hadschi (Regie: Züli Aladağ)
- 2013: Bail Out (Regie: Riikka Lahtela)
- 2014: Ein Rabe namens Poe (Regie: Torsten Lenz)
- 2014: … und dann kam Wanda (Regie: Holger Haase)
- 2014: Endless Silence (Regie: Torsten Lenz)
- 2014: Talfallzug (Regie: Bodo Fürneisen)
- 2016: Dating Alarm (Regie: Holger Haase)
- 2016: SOKO Wismar (Regie: Oren Schmuckler)
- 2016: Bodycheck (Regie: Holger Haase)
- 2017: Kissenschlacht (AT) (Regie: Holger Haase)

## Theater (Auswahl)
- 2002: Was kommt was bleibt. Regie: Henri Hohenemser[2]
- 2003: Aladin und die Wunderlampe. Regie: Abdul-M. Kunze[3]
- 2003: Prometheus gefesselt. Regie: Alexander Schwan[3]
- 2003: Der Impresario von Smyrna. Regie: Hermann Schein[3]
- 2003: Maria Stuart. Regie: Sascha Bunge[2]
- 2004: Arsen und Spitzenhäubchen. Regie: Jan Friso Meyer[2]
- 2005: Der eingebildete Kranke. Regie: Richard Beck[2]
- 2007: Leonce und Lena. Regie: Sascha Bunge[2]
- 2007: Krabat. Regie: Jasper Brandis[4]
- 2008: Nathan der Weise. Regie: Esther Hattenbach[2]
- 2009: Risiko. Regie: Carlos Manuel[2]
- 2013: Biedermann und die Brandstifter. Regie: Sascha Bunge[5]
- 2014: Die Ratten. Regie: Sascha Bunge[6]
- 2018: Die Nordsee. Regie: Sascha Bunge[7]
- 2019: Richard III. – Bin durch Sümpfe gewatet, menschliche oder nicht (DSE). Regie: Sascha Bunge[8]
- 2019: Sein oder Nichtsein (To Be or Not to Be). Regie: Olaf Strieb[9]
- 2019: Cabaret. Regie: Olaf Strieb[10]
- 2019: Amphitryon. Regie: Sascha Bunge[11]
- 2021: Der Fliegende Holländer. Regie: Sascha Bunge[12]
- 2021: Wir sind Niedersachsen. Regie: Olaf Strieb[13]
- 2021: Tot sind wir nicht. Regie: Maximilian J. Schuster[14]
- 2022: Anatevka. Regie: Olaf Strieb[15]
- 2022: Jedermann (stirbt). Regie: Tim Egloff[16]
- 2022: Hairspray. Regie: Olaf Strieb[17]
- 2022: Corpus Delicti. Regie: Marie-Sophie Dudzic[18]
- 2023: Die Gehaltserhöhung. Regie: Sascha Bunge[19]
- 2023: Der kaukasische Kreidekreis. Regie: Sascha Bunge[20]
- 2023: The Addams Family. Regie: Olaf Strieb[21]
- 2023: Woyzeck. Regie: Robert Teufel.[22]
- 2024: Warten auf Godot. Regie: Krystyn Tuschhoff.[23]
- 2024: Öl der Erde. Regie: Robert Teufel.[24]
- 2024: Ödipus (von Roland Schimmelpfennig). Regie: Tim Egloff.[25]
- 2024: Der unerwartete Gast. Regie: Christine Bossert.[26]
- 2025: Der eingebildete Kranke. Regie: Marcel Krohn[27]